# Вдовина, Галина Владимировна
Гали́на Влади́мировна Вдо́вина ― российский учёный―философ, доктор философских наук, медиевист, переводчик, ведущий научный сотрудник Институт Философии РАН, профессор Общецерковной аспирантуры и докторантуры имени святых равноапостольных Кирилла и Мефодия.

## Биография
Родилась в 1959 году в Москве.
В 1989 окончила факультет иностранных языков Московского государственного педагогического института имени В. И. Ленина. В 2004 году успешно защитила в Институте философии Российской академии наук кандидатскую диссертацию на тему «Сущее как таковое — предмет и центральное пониятие метафизики Франсиско Суареса». Через пять лет защитила уже докторскую диссертацию на тему: «Учения о знаках в схоластике XVII века» в Институте философии РАН.
Сферой научных интересов Галины Вдовиной являются: философия западноевропейского Средневековья и раннего Нового времени; современная испанская философия (Леонардо Поло, Антонио Мильян-Пуэльес). Также занимается исследованиями в области исторических истоков проблем современной испанской философии в средневековой схоластике и схоластике раннего Нового времени.
Помимо научной работы Вдовина занимается преподавательской деятельностью, читает лекционные курсы по актуальным проблемам позднесхоластической философии на философском факультете Московского государственного университета. Также преподаёт в Общецерковной аспирантуры и докторантуры имени святых равноапостольных Кирилла и Мефодия в Москве.
Написала такие научные труды как: «Язык неочевидного. Учения о знаках в схоластике XVII века», «Химеры в лесах схоластики. Ens rationis и объективное бытие», «Интенциональность и жизнь»
Перевела на русский язык книги зарубежных философов: Христо Яннарас «Вера Церкви», Поль Пупар «Вера католической церкви», Оливье Клеман «Истоки. Богословие Отцов древней Церкви», Э. Корекко, Л. Джероза «Каноническое право в Католической церкви», Дж. Мартинетти «Человек, Бог, Вселенная (основания для веры сегодня)» и др.
Галина Вдовина награждена:
- Диплом за перевод книги «Х. Субири. Чувствующий интеллект» (I место в конкурсе 2009 на лучшую книгу Институт Философии в номинации «Издание философской классики»)
- Диплом за книгу «Язык неочевидного. Учения о знаках в схоластике XVII в.» (I место в конкурсе 2011 на лучшую книгу Институт Философии в номинации «Индивидуальная монография»)
- Диплом за перевод книги Э. Жильсона «Дух средневековой философии» (I место в конкурсе 2013 на лучшую книгу Институт Философии РАН в номинации «Издание философской классики»)

## Основные публикации
- [Вдовина Г.В., пер. с лат. и комментарии] Франсиско Суарес. Метафизические рассуждения. Рассуждение I-V // Франсиско Суарес. Метафизические рассуждения / Институт философии, теологии и истории св. Фомы. М., 2007. 774 с.
- Язык неочевидного. Учения о знаках в схоластике XVII в. М., Изд-во Института философии, теологии и истории св. Фомы, 2009. 649 с.
- Интенциональная причинность в философской психологии схоластов / глава коллективной монографии: Вдовина Г.В, Мусхелишвили Н.Л., Савинов Р.В., Шмонин Д.В.: Схоластический рационализм в истории мышления. Изд-во РХГА, 2013. С. 92-106. (1,2 а.л.)

- Метафизика Франсиско Суареса // Вопросы философии № 10, 2003.
- Франсиско Суарес о метафизике и метафизическом познании // Историко-философский ежегодник. 2004.
- Суарес против Гуссерля. Об интенциональной структуре понятия в средневековой и ренессансной схоластике // Вопросы философии. 2005. №10. С. 151-166.
- Актуальные проблемы схоластической метафизики XVI-XVII вв. // Альманах «Verbum». 2006. №9. С. 132-137.
- Метафизика Франсиско Суареса в исследованиях XX столетия // Франсиско Суарес. Метафизические рассуждения / Институт философии, теологии и истории св. Фомы. М. 2007. С. 72-86.
- Франсиско Суарес об analogia entis: проблема аналогии сущего в схоластике XVI в. // Точки. 2006. №1-2. С. 80-102.
- Конституирование адекватного объекта метафизики в трактате Суареса «Метафизические рассуждения» // Acta eruditorum. Научные доклады и сообщения. СПб. 2006. С. 5-9.
- Учение о notiones и ноциональных именах в тринитарном богословии латинского Средневековья // Точки. 2007. №1-2. С. 151-166.
- Сущее и реальность в метафизике Франсиско Суареса // Франсиско Суарес. Метафизические рассуждения / Институт философии, теологии и истории св. Фомы. М., 2007. С. 87-217.
- Может ли знак означать сам себя? Об одной семиотической проблеме в схоластике XVII в. // Вестник Русской христианской гуманитарной академии. 2007. Т. 8. Вып. 1. С. 69-75.
- Конвенциональная гипотеза происхождения языка в философских курсах XVII в. // История философии. 2008. № 13.
- «Моральное бытие» и лингвистические знаки в постсредневековой схоластике» // Вопросы философии. 2008. № 12.
- Знаковая природа портретных изображений в постсредневековой схоластике // Истина и диалог. Труды международной научной конференции, Санкт-Петербург, 29-31 мая 2008. СПб.: Изд-во РХГА. 2008.
- О зеркальных отражениях в семиотике XVII в. // Вестник Санкт-Петербургского университета, серия 6. Вып. 4.2008.
- «Франсиско де Овьедо и семиотический дискурс XVII в.» // Историко-философский ежегодник, 2009.
- Франсиско де Овьедо, «О знаке» (перевод с латинского) // Историко-философский ежегодник, 2009.
- Жизнь и живое в трактатах XVII в. «О душе». Вестник РХГА. 2010. Т 11. Вып. 3. С. 56-69 (в соавторстве со Шмониным Д.В.).
- Проблемы семиотики в схоластике XVII в. Космос и душа-2. М. Наука. 2010. С.450-466.
- Трактат Роджера Бэкона о знаках. Космос и душа-2. М. Наука. 2010. С. 349-355.
- Истина как семиотическое понятие. Космос и душа-2. М. Наука. 2010. С. 492-507.
- Трансформация «науки о душе» в философских курсах XVII в. // Точки. 2010. №3-4. С. 76-98.
- Французские исследователи о постсредневековой схоластике // Философские науки. 2010. N 12. С. 14-21.
- «Духовные упражнения»: структура чувствования // Фонарь Диогена. М. Прогресс-Традиция. 2010. С. 573-594. (в соавторстве с Мусхелишвили Н.Л.).
- Ментальное слово и внутренняя речь: к концепции мышления в схоластических курсах раннего Нового времени // Вестник Русской христианской гуманитарной академии. 2011. Т. 12. Вып. 4. С. 43-54. (в соавторстве с Мусхелишвили Н.Л.).
- Философские курсы в системе университетского образования XVII в.: «семиотический пример» // Религиозное образование в России и Европе в XVII в. Изд-во Русской христианской гуманитарной академии. СПб. 2011. С. 95-101
- "Интенциональная жизнь и тождество личности в схоластике XVII в."// Субъективность и идентичность. Издательский дом Высшей школы экономики. М. 2012. С. 101-117.
- «Аргумент от камня»: схоласты XVII в. о вложении интенциональных качеств / Отв. редактор Ю. Иванова. Полемическая культура и структура научного текста в Средние века и раннее Новое время. М., Издательский дом Высшей школы экономики . 2012. C. 196-221. (1,6 а.л.)
- Наука о душе в постсредневековой схоластике: благотворная химеричность. Тезисы доклада // Истина и диалог. Сборник материалов XIII Свято-Троицких ежегодных международных академических чтений. СПб.: Изд-во РХГА, 2013. С. 209-210. (0,4 а.л.)
- О гиперопределенности философских терминов и трудностях философского перевода // // Вестник Русской христианской гуманитарной академии. 2013. Т.14. Вып. 3. С. 309-315. (0,6 а.л.)
- Бернард Лонерган: метод в теологии и гуманитарные науки // Философский журнал. 2013. № 2 (11). С 5-18. (1, 17 а.л.)
- El esse morale y el modelo jurídico de la lengua / Los fundamentos antropológicos de la ley en Suárez. Colección de Pensamiento medieval y renacentista. Eunsa, Pamplona, 2014. P. 233-262. (2, 1 а.л.)
- Вдовина Г.В. Реальность, речь и алфавитное письмо в схоластической традиции // Вопросы философии. 2014. № 6. С. 95-105. (1,06 а.л.)
- Вдовина Г.В. Жорж де Род об интеллектуальном постижении: предисловие к публикации и перевод фрагмента курса «Перипатетическая философия» // Вестник РХГА № 16 (вып. 1), 2015. С. 32-45 (1 а.л.).
- Вдовина Г.В. Два модуса жизни в «науке о душе» XVII в. // Государство, религия, церковь в России и за рубежом. 2015. № 1 (33). С. 311-328 (1 а.л.)
- Вдовина Г.В. Жорж де Род об интеллектуальном постижении: предисловие к публикации и перевод с латинского фрагмента курса «Перипатетическая философия» // Вестник РХГА № 16 (вып. 1), 2015. С. 32-45 (1 а.л.). Проект РГНФ № 3-06-00103а, 2015.
- Вдовина Г.В. Иоанн Капреол, комментатор Фомы Аквинского в XV веке, и его «Defensiones» /Мера вещей. Человек в истории европейской мысли. М., «Аквилон», 2015. С. 700-711. (0, 63 а.л.). Проект РГНФ № 14-03-00558 а, 2014.
- Вдовина Г.В. (перевод с латинского). Иоанн Капреол. «В защиту теологии Св. Фомы» /Мера вещей. Человек в истории европейской мысли. М., «Аквилон», 2015. С. 712-772. (3, 22 а.л.). Проект РГНФ № 14-03-00558 а, 2014.
- Вдовина Г. В., Иванов В. Л. «К публикации перевода» // EINAI: Проблемы философии и теологии. Электронное научное рецензируемое периодическое издание (www.einai.ru). Том 4, №1/2 (7/8). Издание НОЦ ПФРК при ГУАП СПб. Санкт-Петербург, 2015. С. 209–212. (0, 3 а.л.). Проект РГНФ № 15-03-00211 а, 2015-2017.
- Вдовина Г.В. (перевод с латинского), Иванов В.Л. (примечания). Суарес, Франсиско SJ. «Метафизические Рассуждения. Рассуждение VI. О формальном и универсальном единстве. Разделы I–III» // EINAI: Проблемы философии и теологии. Электронное научное рецензируемое периодическое издание (www.einai.ru). Том 4, №1/2 (7/8). Издание НОЦ ПФРК при ГУАП СПб. Санкт-Петербург, 2015. С. 213–271. (2, 14 а.л. собственно перевода). Проект РГНФ № 15-03-00211 а, 2015-2017.
- Вдовина Г.В. «Живое и мертвое»: схоласты XVII в. о душе и теле // Философский журнал. 2015. Т. 8. № 3. С. 44-59. (1, 4 а.л.).
- Вдовина Г.В., Шмонин Д.В. Основные темы схоластических трактатов XVII века
- «О душе» /Мера вещей. Человек в истории европейской мысли. М., «Аквилон», 2015. С. 123-146. (1, 32 а.л.).
- Вдовина Г.В. Генезис понятия интенциональной причинности в европейской философской традиции /Мера вещей. Человек в истории европейской мысли. М., «Аквилон», 2015. С. 147-167. (1, 21 а.л.).
- Мусхелишвили Н.Л., Вдовина Г.В. Духовные упражнения в европейской традиции средневековья и раннего нового времени /Мера вещей. Человек в истории европейской мысли. М., «Аквилон», 2015. С. 445-473. (1, 56 а.л.).
- Вдовина Г.В. О понятии notio и ноциональных именах в тринитарном богословии средневекового Запада /Мера вещей. Человек в истории европейской мысли. М., «Аквилон», 2015. С. 474-515. (2, 36 а.л.).
- Вдовина Г.В. Интенциональная структура понятия в схоластике средневековья и начала нового времени: conceptus formalis и conceptus obiectivus /Мера вещей. Человек в истории европейской мысли. М., «Аквилон», 2015. С. 641-677. (1, 9 а.л.).
- Вдовина Г.В., Мусхелишвили Н.Л. К концепции мышления в схоластике раннего нового времени: verbum mentis и внутренняя речь /Мера вещей. Человек в истории европейской мысли. М., «Аквилон», 2015. С. 678-699. (1, 21 а.л.).
- Вдовина Г.В. О гипотетическом параллелизме структур реальности и речи в средневековой и постсредневековой схоластике /Мера вещей. Человек в истории европейской мысли. М., «Аквилон», 2015. С. 880-899. (1, 1 а.л.).
- Вдовина Г.В. Бернард Лонерган и его главная книга /Мера вещей. Человек в истории европейской мысли. М., «Аквилон», 2015. С. 920-922. (0, 12 а.л.)
- Вдовина Г.В. (перевод с английского). Лонерган Бернард. Инсайт: Исследование человеческого понимания /Мера вещей. Человек в истории европейской мысли. М., «Аквилон», 2015. С. 922-942. (1, 36 а.л.).

- Аналогия бытия (Большая Российская энциклопедия)
- Томмазо де Вио (Каэтан) (Большая Российская энциклопедия)
- Мельхиор Кано (Энциклопедия Возрождения)
- Франсиско де Толедо (Энциклопедия Возрождения)
- Педру да Фонсека (Энциклопедия Возрождения)

- Х. Яннарас. Вера Церкви. // М. Центр по изучению религий. 1992.
- П. Пупар. Вера католической церкви. М. Центр по изучению религий. 1992.
- О. Клеман, Истоки. Богословие Отцов древней Церкви. М.. Центр по изучению религий, 1993.
- Э. Корекко, Л. Джероза. Каноническое право в Католической церкви. М. Христианская Россия. 1996.
- Мартинетти Дж. Человек, Бог, Вселенная (основания для веры сегодня). М. Христианская Россия. 1997.
- Ж. Кальвин, Наставление в христианской вере (тт. I, IV). М. Изд-во РГГУ. 1999.
- Э. Жильсон, Томизм. Введение в философию св. Фомы Аквинского. СПб. Университетская книга. 2000.
- Х. Бюркле. Человек в поисках Бога. Проблема нехристианских религий. М. Христианская Россия. 2001.
- Еп. Каллист (Уэр). Православная Церковь. Изд-во Библейского Богословского института. 2001.
- Н. Фишер. Философское вопрошание о Боге. М. Христианская Россия. 2004.
- К.Вальверде. Философская антропология, М., Христианская Россия. 2001.
- А.Л.Крёбер, Конфигурации культурного роста.  В кн.: Крёбер, А.Л. Избранное: Природа культуры. М.РОССПЭН. 2004.
- А.Л. Крёбер. Цивилизации и стиль. В кн.: Крёбер, А.Л. Избранное: Природа культуры. М.РОССПЭН. 2004.
- Э.Жильсон, Бытие и сущность, в кн. Э. Жильсон, Христианская философия, М., РОССПЭН, 2004.
- Р.Бультман, Первоначальное христианство в контексте древних религий, в кн. Р. Бультман, Избранное, М., РОССПЭН, 2004.
- Э. Ауэрбах. Данте – поэт земного мира. М. РОССПЭН. 2004.
- Э.Левинас, Теория интуиции в феноменологии Гуссерля.  В кн. Э. Левинас, Трудная свобода, М. РОССПЭН. 2004.
- Э. Левинас. Гуманизм другого человека. В кн. Э. Левинас, Трудная свобода, М. РОССПЭН. 2004.
- Э. Левинас. Трудная свобода. В кн. Э. Левинас, Трудная свобода, М. РОССПЭН. 2004.
- Х.Яннарас, Хайдеггер и Ареопагит. в кн.Х. Яннарас, Избранное, М., РОССПЭН, 2005.
- Х. Яннарас. Личность и Эрос.  в кн.Х. Яннарас, Избранное, М., РОССПЭН, 2005.
- Х. Яннарас. Вариации на Песнь Песней. в кн.Х. Яннарас, Избранное, М., РОССПЭН, 2005.
- В. Лосский. Отрицательное богословие и познание Бога у Майстера Экхарта (гл. 3) // Богословские труды. №39 (2004), 40 (2005), 41 (2007).
- В. Лосский. Отрицательное богословие и познание Бога у Майстера Экхарта  (гл. 5) // Точки. 2005. №3-4.
- Х. Субири, Интеллект и реальность. М., Изд-во Института философии, теологии и истории св. Фомы, 2006.
- К. Барт. Введение в евангелическую теологию. М. Центр «Нарния». 2006.
- Л. Мелина. Нравственное действие христианина. М. Христианская Россия. 2007.
- Х. Субири. Пять лекций о философии. М., Изд-во Института философии, теологии и истории св. Фомы, 2007.
- Х. Субири, Интеллект и логос. М., Изд-во Института философии, теологии и истории св. Фомы, 2008.
- Х. Субири, Интеллект и разум. М., Изд-во Института философии, теологии и истории св. Фомы, 2008.
- Х. Субири, О сущности. М., Изд-во Института философии, теологии и истории св. Фомы, 2009.
- Ж.-Л. Марион. Идол и дистанция. М. Символ №56. Институт философии, теологии и истории св. Фомы, 2009.
- Э. Жильсон, Данте и философия М., Изд-во Института философии, теологии и истории св. Фомы, 2010.
- Б. Лонерган, Метод в теологии М., Изд-во Института философии, теологии и истории св. Фомы. 2010.
- Э. Жильсон. Дух средневековой философии. М. Издательство Института философии, теологии и истории св. Фомы. 2011.
- Еп. Каллист (Уэр). Православная Церковь. Изд-во Библейского Богословского института. 2012. (2-е изд.).
- Лосский В.Н. Отрицательное богословие и познание Бога в учении Майстера Экхарта (гл. 4) // Богословские труды. Вып. 43-44. Изд-во Московской патриархии РПЦ. М. 2012. С. 203-292.
- Стамп Э. Аквинат. Языки славянской культуры. М. 2013. 352 с. (20 а.л.)
- В. Н. Лосский. Отрицательное богословие и познание Бога в учении Майстера Экхарта (гл. 5–6) / Богословские труды. № 45. 2013. С. 67-218. (12, 12 а.л.).
- Энафф М. Дар философов: переосмысление взаимности. М., Издательство гуманитарной литературы, 2015.  С. 145-186 (перевод главы из книги 2,3 а.л.).